# Papadum
Papadam, papadum, papadom, papad eller papar (devanagari: पापड, pāpaḍ) er en tynd friteret dej af linser. Papadams er sprøde og benyttes i det indiske køkken sammen med curryer eller som en snack. 
Dejen er af linsemel, eller af en blanding af linsemel og rismel. Der findes også varianter med kikærtemel. Peber, paprika, spidskommen, hvidløg og andre krydderier og urter der giver papadams en pikant smag. 
Den traditionelle tilberedelse går ud på at fritere begge sider af dejen i varm madolie. Skiverne afkøles på et gitter eller på papir der kan suge olien til sig. For at reducere det høje fedtindhold der kommer ved ved friteringen, kan man også holde papadamerne med en tang ind i en varm tandoorovn, grille dem på en rist, eller pensle dem tyndt med olie og varme det lidt i en mikrobølgeovn. 
Eftersom en papadam let bliver fugtig gælder det om at spise den hurtigt efter tilberedelsen.